# Brooklyn (Città del Capo)
Brooklyn è un sobborgo della città sudafricana di Città del Capo, nella provincia del Capo Occidentale. Il centro abitato è situato a nord del sobborgo di Maitland, a sud della costa atlantica ed a ovest della base aerea di Ysterplaat ed è attraversato dal fiume Nero.

## Società
Secondo il censimento del 2011, gli abitanti di Brooklyn ammontavano a 10 941. Di questi, il 50,37% erano femmine ed il 49,63% maschi. Il 35,60% dei residenti si definiva nero, il 31,46% meticcio del Capo, il 30,28% come bianco, l'1,17% indiano o asiatico e l'1,49% come "altro". L'inglese era invece la lingua madre del 52,62% dei residenti, l'afrikaans del 22,25%, lo xhosa del 5,05% mentre il 20,08% aveva un'altra lingua madre.

## Infrastrutture e trasporti
Brooklyn è attraversato dalla superstrada M5, mentre a sud si trova la National Route 1.
La rete di autobus è gestita dalla compagnia di Città del Capo, MyCiTi.